# باستيان اكزيبكا
باستيان اكزيبكا (بالألمانية: Bastian Oczipka) (و. 1989  م) هو لاعب كرة قدم، من ألمانيا، ولد في بيرغيش غلادباخ، مركز لعبه هو ظهير (كرة القدم).

## وصلات خارجية
- باستيان اكزيبكا على موقع قاعدة بيانات كرة القدم.إي يو (الإنجليزية)
- باستيان اكزيبكا على موقع بيانات كرة القدم. دي إي (الألمانية)
- باستيان اكزيبكا على موقع Soccerway.com (الإنجليزية)
- باستيان اكزيبكا على موقع عالم كرة القدم.نت (الإنجليزية)
- باستيان اكزيبكا على موقع AS.com (الإسبانية)